# Zeitansage
Als Zeitansage wird ein telefonischer Mehrwertdienst bezeichnet, der ständig zur Verfügung steht und die jeweils örtliche Zonenzeit (in Mitteleuropa Mitteleuropäische Zeit (MEZ) bzw. Sommerzeit (MESZ), auch gesetzliche bzw. bürgerliche Zeit) in einem regelmäßigen Intervall (z. B. alle 10 Sekunden) für die Dauer der Verbindung permanent ansagt. Er ermöglicht den Zeitvergleich zur Korrektur von Uhrenfehlern und übernimmt damit die Funktion eines einfachen und leicht handhabbaren Zeitnormals für die Öffentlichkeit.
Durch technische Weiterentwicklungen, die eine genaue und vor allem maschinell verarbeitbare Zeitinformation bieten, wie beispielsweise digitale Mobilfunknetze, Zeitzeichensendern, globale Navigationssatellitensysteme und Zeitzeichendienste im Internet basierend auf dem Network Time Protocol (NTP), spielt die akustische Zeitansage in lokalen Telefonsystemen in Praxis nur noch eine geringe Rolle. Die technischen Realisierungen der Zeitansagesysteme in analogen Telefonsystem in Form von elektromechanischen Systemen stellen einen Teil der Technikgeschichte dar.

## Geschichte

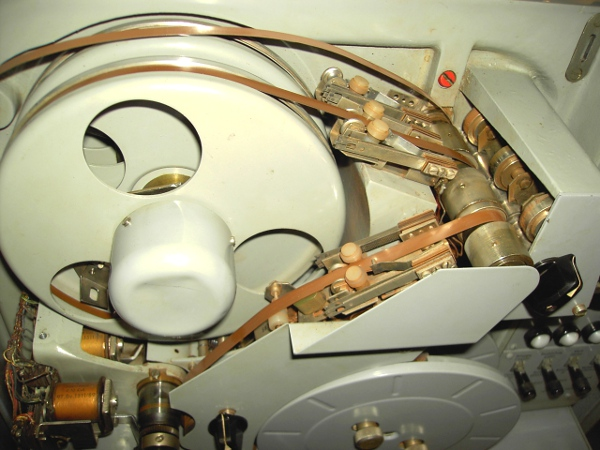
Ab 1958: Zeitansagegerät mit Magnetbändern in einer Vermittlungsstelle

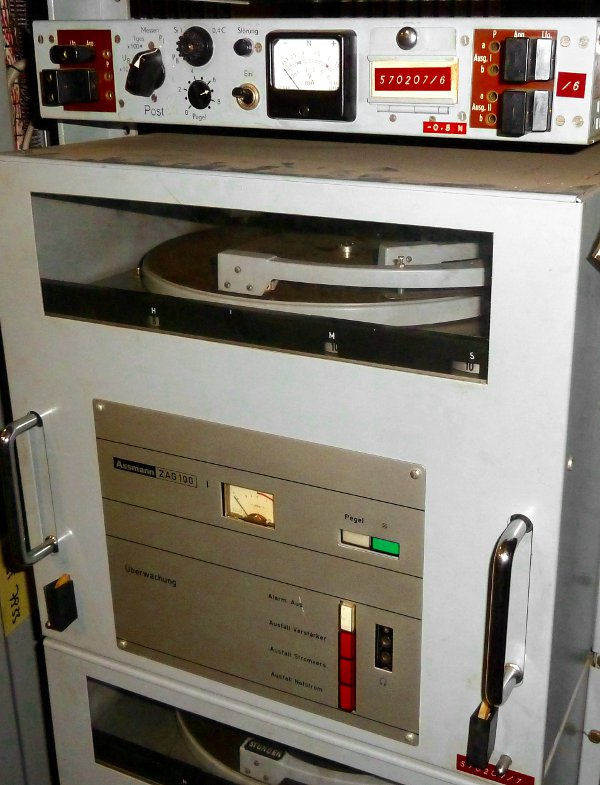
Gestellrahmen – Zeitansagegerät mit Magnetplatte

Die ersten Einrichtungen, mit deren Hilfe Anrufer über das Telefonnetz die genaue Zeit erfahren konnten, übermittelten die Zeit mit Klangzeichen, nicht jedoch mit Sprache. In Deutschland wurde die erste Einrichtung am 1. August 1909 auf der Sternwarte Hamburg in Betrieb genommen und an das Hamburger Ortsnetz angeschaltet. Jeder Fernsprechteilnehmer, von dessen Anschluss aus das Hamburger Ortsnetz erreichbar war, konnte das „telephonische Zeitsignal“ abhören. Das Zeitsignal bestand aus zwei Klangzeichen; das erste gab die volle Minute, das zweite einen vollen Fünfminutenschritt an. In jeder Minute ertönte von Sekunde 55 bis Sekunde 60 ein „sirenenartiger Ton“. Das Ende des Tons zeigte die volle Minute an. In jeder fünften Minute (zu den Minuten :05, :10, :15 und so weiter) ertönte nach dem Minutensignal ein „rasselndes Weckergeräusch“. Versuchsweise wurden Verbindungen zu dem Zeitsignal insbesondere aus Kopenhagen, Wiesbaden, Köln, München und Paris hergestellt, wobei das Zeitsignal problemlos hörbar war. Quelle des Zeitsignals war eine astronomische Pendeluhr, die mit der Hauptuhr der Sternwarte verbunden war. Sie gab die mitteleuropäische Zeit mit einer Abweichung von höchstens einer halben Sekunde an.
Bereits im Jahr 1910 hat ein Berliner Hersteller eine Wanduhr mit Zeitansage hergestellt und vertrieben. Die Firma nannte sich „Die zeitansagende Uhr GmbH“. Ein Räderwerk spulte jede Viertelstunde oder auch auf Knopfdruck einen Filmstreifen zur entsprechenden Stelle, eine Membran senkte sich und sagte die Zeit an. Ab dem Jahr 1920 wurden Versuche unternommen, Zeitansagen zu kommerziellen Zwecken auf Grammophonplatten zu sprechen, doch konnten die damals bekannten Tonwiedergabeverfahren nicht die hohen Anforderungen erfüllen. Die mechanische Abtastung des Phonographen von Thomas Alva Edison erwies sich als ungeeignet für den Dauerbetrieb, weil sich die Aufnahme beim wiederholten Abhören abnutzte. Das elektromagnetische Verfahren des Telegraphon von Valdemar Poulsen konnte zwar dieses Problem lösen, aber Qualität und Lautstärke waren noch nicht ausreichend. Die zu beiden Verfahren verfügbaren Geräte hatten Schwierigkeiten, eine ausreichend stabile Abspielgeschwindigkeit zu liefern und die Spieldauer der verwendeten Speichermedien war viel zu kurz.
Der weltweit erste Regelbetrieb einer sprechenden Zeitansage wurde am 14. Februar 1933 in Frankreich vom Pariser Observatorium in Betrieb genommen. Die Ansagemaschine – initiiert vom Physiker Ernest Esclangon – arbeitete bei konstanter Temperatur und Luftdruck nach dem Lichttonverfahren, dem ersten Verfahren, das der Belastung im kommerziellen Dauerbetrieb gewachsen war. Die Technik hatte man sich von den in Kinos eingeführten Lichttonspuren abgeschaut. Beim Film war der Ton auf einer Filmspur neben den eigentlichen Bildern aufgezeichnet und wurde berührungslos abgetastet. Auf einem Zylinder mit drei Spursätzen wurde alle 10 Sekunden zuerst die Spur mit der aktuellen vollen Stunde abgespielt, dann die mit der vollen Minute und schließlich die mit der nächsten angesagten Sekunde in 10-Sekunden-Schritten, gefolgt von der Ansage des Zeitzeichens. Drei Fotozellen lasen und verstärkten den Ton. Die Aufnahmen sprach Hörfunksprecher Marcel Laporte. Der Dienst war für 20.000 Teilnehmer täglich ausgelegt und war bereits am ersten Tag überlastet.
1954 wurde das Verfahren auf Maschinen mit je drei rotierenden optischen Scheiben portiert, je eine „Schallplatte“ für Stunde, Minute und Sekunde. In Sydney gingen zwei Maschinen in Betrieb; eine für den Regelbetrieb, die andere als Sicherung. Die Maschine mit der Stimme des Schauspielers Gordon Gow wurde erst im Jahr 1990 ersetzt und nach ihrer Restaurierung im Sydney Observatory für Besucher erneut in Betrieb genommen.
Im Jahr 1958 wurde die Lichttontechnik durch eine Magnetton-Zeitansage mit Tonbändern ersetzt. Die Großanlage wurde von Siemens & Halske in Nürnberg hergestellt. Zeitgeber war die „Mutteruhr“ der Vermittlungsstelle. Bei diesem Verfahren wurden dann auch die Sekunden in Zehnerschritten wiedergegeben. Es folgte die noch heute bekannte Ansage „Beim nächsten Ton ist es 13 Uhr, 15 Minuten und 20 Sekunden“. Diese Ansage wurde alle 10 Sekunden genau angesagt.
1963 wurde im Vereinigten Königreich eine Maschine mit Magnettrommel in Betrieb genommen. Sie war bis 1984 im Einsatz. Seitdem ist ein digitales System ohne bewegliche Teile in Betrieb.
1969 wurde in den Niederlanden ebenfalls die Lichttontechnik durch elektromagnetische Aufzeichnung ersetzt. Hier kam eine rotierende Magnetplatte mit mehreren Tonarmen zum Einsatz: Mechanische, später Quarzuhren steuerten die Tonarme des Plattenspielers, dessen magnetische Tonabnehmer – statt einer Nadel – eine Magnetplatte (quasi ein flaches Tonband) abtasteten, auf der z. B. die Minutenansage auf sechzig konzentrischen Spuren gespeichert war. Durch zeitgesteuerte Relais entstand so eine Zeitansage wie <Erste Platte:>„Bij de volgende toon is het … uur, <Umschalten auf zweite Platte> … minuten <Umschalten auf dritte Platte> en … seconden“ <Umschalten auf Tongenerator für Zeitzeichen>; das Umschalten war teilweise hörbar. Dieses sehr zuverlässige automatische System kam in den 70er-Jahren auch in Deutschland zum Einsatz. Wegen der komplizierten Mechanik und Abnutzung der Speicherplatten waren solche Zeitansagesysteme allerdings wartungsbedürftig.
Seit der Jahrtausendwende sinkt die Nutzung der Zeitansage; die genaue Uhrzeit ist durch Funkuhren, Videotext, Internet sowie Handys und Smartphones verfügbar. Am 19. September 2007 stellte erstmals ein Telefonanbieter, AT&T in Kalifornien, den Zeitansagedienst ein. In Frankreich, wo 1933 die weltweit erste automatisierte Ansage den Betrieb aufnahm, beendete Orange (ehemals France Télécom) die Ansage zum 1. Juli 2022.

## Deutschland

### Geschichte

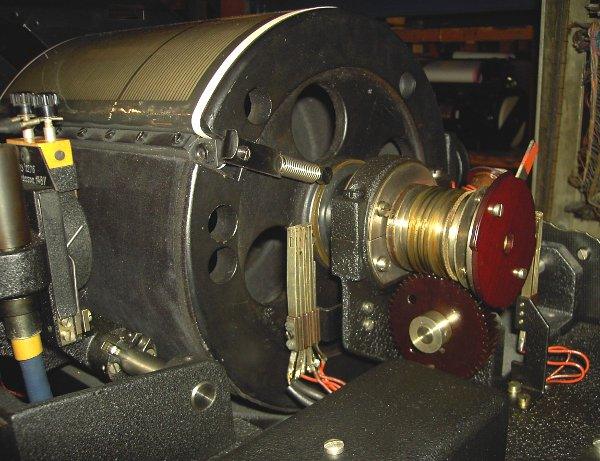
„Eiserne Jungfrau“, erstes deutsches Zeitansagegerät – Lichttonverfahren

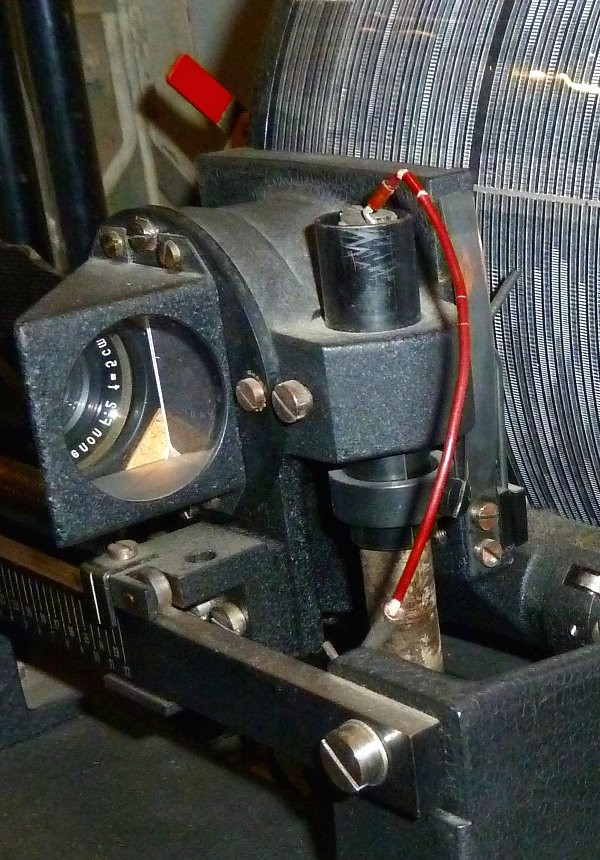
Filmabtastoptik der „Eisernen Jungfrau“

In der Anfangszeit der Handvermittlung hatten die Beamtinnen im Fernsprechamt auch die Aufgabe, dem Teilnehmer auf Wunsch die Uhrzeit anzusagen. Die Beamtin las von der genauen Wanduhr dann einfach die Zeit ab und teilte diese dem Anrufer mit. Dieser personalintensive Dienst konnte in Hamburg für 10 Pfennig unter der Telefonnummer 44441 in Anspruch genommen werden. Nach der Personalabbauverordnung vom 27. Oktober 1923 durften im Handvermittlungsdienst – und damit auch in der Zeitansage – nur ledige Beamtinnen eingesetzt werden („Fräulein vom Amt“). Die Verordnung für die Herabminderung der Personalausgaben des Reiches legte die Entlassung von Beamtinnen im Falle der Eheschließung fest. Dadurch erhielt die spätere Zeitansagemaschine sehr schnell den Spitznamen „Eiserne Jungfrau“. In Berlin hatte die Zeitansage einen eigenen Namen bekommen, nach der dort verwendeten Rufnummer wurde sie das Fräulein A 0 genannt.
Die Geburtsstunde der „Eisernen Jungfrau“, die zunächst versuchsweise im Fernamt Berlin eingesetzt wurde, schlug 1935. Sie wurde im Nürnberger Werk von Siemens & Halske entwickelt und ist ein gutes Beispiel für eine mechanische Automatisierung ohne die heute übliche Computertechnik. Schon in den ersten Tagen gab es 84.000 Anrufe. Die Reichspost entschied darauf, unter der Telefonnummer 03 in Hamburg die Zeit automatisch ansagen zu lassen. Sie übernahm ab dem 4. November 1937 den Zeitansagedienst von den Telefonistinnen. Auf dieser Maschine wurden ähnlich wie bei ihrem französischen Pendant im Lichttonverfahren 24 Stundenansagen und 60 Minutenansagen auf verschiedenen Spuren aufgezeichnet. Auf die Ansage der Sekunden wurde jedoch verzichtet. In den letzten 3 Sekunden vor der vollen Minute wurde ein Summton angeschaltet, der die Vollendung der Minuten darstellte.
In den 1950er Jahren wurde ein solcher Dienst auch bei der Deutschen Bundesbahn eingeführt und war für Mitarbeiter über das bahninterne Telefonnetz (Basa) abrufbar. Die Betriebsstellen konnten dadurch sicherstellen, dass ihre Uhren synchron liefen.
In den 1960er Jahren wurden die Lichttonapparate zunächst von Magnetbandgeräten abgelöst. Erst in den 1970er Jahren wurde mit Magnetplattensystemen, die von mehreren Tonarmen abgetastet wurden, eine sehr zuverlässige automatische Zeitansage ermöglicht.
Von den 1960er bis in die 1980er Jahre hatte die Zeitansage die Rufnummer 119 und war mit 600.000 Anrufen täglich die meistgewählte Telefonnummer in Deutschland. Dem damaligen Telekommunikationsbetreiber Deutsche Bundespost verschaffte sie jährliche Einnahmen von etwa 50 Mio. Deutsche Mark. Bis 2005 war die Zeitansage unter der Rufnummer 0 11 91 zu erreichen.
In der DDR war die Zeitansage unter der Rufnummer 019 erreichbar. Die Ansage wich dabei von der der Bundesrepublik Deutschland ab. Es wurden nur die Stunden und Minuten angesagt. Die aktuelle Zeit wurde regelmäßig bis zum Piepton wiederholt. Das Schema sah also wie folgt aus:
„8 Uhr 19, 8 Uhr 19, 8 Uhr 19 … PIEP – 8 Uhr 20, 8 Uhr 20, 8 Uhr 20 …“

### Aktueller Stand der Zeitansage
Nach der Schließung der Rufnummerngasse 011xxx durch die Bundesnetzagentur wurde der Dienst auf die Rufnummer 0180 4100100 geschaltet. Der Tarif für die Anwahl beträgt aus den meisten Telefonnetzen 0,20 EUR pro Anruf.
Beispielsweise begrüßte am 12. Juli 2012 eine weibliche Stimme den Anrufer mit folgender Ansage:
„Willkommen bei der Zeitansage der Telekom Deutschland. Heute ist Donnerstag, der zwölfte Juli 2012“
Alle zehn Sekunden wiederholt eine weibliche Computerstimme die aktuelle Uhrzeit in der folgenden Form:
„Beim nächsten Ton ist es 8 Uhr, 19 Minuten und 20 Sekunden. PIEP“
Nach Vollendung der zweiten Minute wird das Gespräch mit dem Satz „Telekom Deutschland bedankt sich für Ihren Anruf“ automatisch beendet.
Unter der Hamburger Rufnummer (040) 42 89 90 erreicht man noch eine Zeitansage zum regulären Festnetztarif. Dort wird auf eine Begrüßung verzichtet und die Zeit alle zehn Sekunden von einer weiblichen Computerstimme wiederholt. Die Ansage folgt folgendem Schema:
„Beim nächsten Ton ist es 8 Uhr 19 und 20 Sekunden. PIEP“
Eine Zeitansage nach klassischem Schema mit der originalen Stimme von Elvira Bader von 1958 ist unter der kostenpflichtigen Sonderrufnummer 0 18 06 / 10 11 91 zu hören. Der Anruf dieser Nummer kostet 20 Cent pro Anruf aus allen deutschen Netzen.
Über den Videotext-Vorlesedienst des Bayerischen Blinden- und Sehbehindertenbundes (BIT-Teleservice) 089 14 377 399 ist ebenfalls die Uhrzeit verfügbar.
Der Verein Telekom-Historik Bochum e. V. betreibt unter der Rufnummer 0234 33 88 1838 ein Magnetton-Zeitansagegerät der deutschen Bundespost aus dem Jahre 1958.

## Österreich

### Geschichte
Ab 1929 konnte unter der Wiener Telefonnummer U-14-500 die „Uraniazeit“ angerufen werden, unter der von der Urania-Sternwarte Zeitzeichen übertragen wurden, durch die man eine Vergleichsuhr genau einstellen konnte. Durch die entsprechende Anzahl von Tönen in der Mitte einer Minute wurden die Werte für Stunde und Minute übermittelt.
Die erste selbsttätige Zeitansage – durch Sprache – wurde 1941 (im 3. Jahr nach dem „Anschluss“ Österreichs) in Linz eingeführt („Eiserne Jungfrau“ genannt, siehe im Abschnitt Deutschland → Geschichte oberhalb), die Nummer dieser „solitären“ Linzer Zeitansage war 05. Die Linzer Zeit wurde durch jeweils eigene Telefonnummern – mit Ausnahme von Wien – in die anderen Landeshauptstädte und damit zu den Anschlüsse in den jeweiligen Bundesländern übertragen. In der Bundeshauptstadt Wien bestand ab dem Jahr 1948 (im 3. Jahr nach dem 2. Weltkrieg) eine eigene Zeitansage, die unter der Nummer A03 erreichbar war. In den 1950er Jahren wurden für die Sonderdienste bundeseinheitlich (außer in Wien) zweistellige Rufnummern eingeführt, die Zeitansage bekam im Zuge dessen die Rufnummer 15. Im Jahr 1957 wurde in Wien, wohl aus der Verbindung der neuen bundeseinheitlichen 15 mit der vormaligen A03, die Rufnummer 1503 für die Zeitansage eingeführt. Für die „Normalzeit“ der Urania-Sternwarte („Uraniazeit“) mit den Sekundenimpulsen, die zuletzt in Wien unter der Nummer B2300 erreichbar war, wurde ab 1958 die Nummer 1505 eingerichtet.
Nachdem in Linz in der Folge die 2-stelligen Nummern für die Tonbanddienste nicht mehr ausreichten, wurden diese auf 3-stellige Nummern umgestellt. Für die Linzer Zeitansage wurde 150 festgelegt. Dies beruhend auf der Überlegung, dass zwar die Nummer mit 15 für die Tonbanddienste beginnen musste, man aus Vorgaben dreistellig bleiben musste (vierstellig wäre mit unvertretbar hohen Kosten verbunden gewesen), man jedoch eine Möglichkeit schaffen wollte, dass die Anwahl mit einer der beiden Wiener Nummern, 1503 für die Zeit und 1505 für die „Uraniazeit“, die Anwahl zur Zeitansage in Linz mit den vierten Ziffern 3 bzw. 5 unkritisch blieben, womit die Rufnummer 150 festgelegt wurde. Bis zur bundeseinheitlichen Nummer 1503 sei es damit nur mehr ein kleiner Schritt gewesen.
Ab dem Jahr 1972 wurde die Zeitansage auf 10 Sekunden genau durchgeführt. Die einzelnen Worte dafür wurden 1974 von Renate Fuczik aufgesprochen.

### Gegenwart
Ursprünglich war geplant, beide Dienste zum 12. Mai 2009 einzustellen. Es wurde jedoch entschieden den Dienst unter einer kostenpflichtigen Servicenummer weiterzuführen. Seit 27. Mai 2009 ist die Zeitansage unter der Nummer 0810 00 1503 erreichbar. Nach etwa einer Woche, also im Juni 2009, wurde die Ansage, nach über 20 Jahren von Renate Fuczik gesprochen, von der Stimme der ORF-Radiomoderatorin Angelika Lang abgelöst. Ein Anruf bei der Zeitansage kostet 0,067586 Euro pro Minute.
Alle 10 Sekunden erfolgt eine neue Ansage mit weiblicher Stimme z. B. ab etwa 18:19:11 Uhr:
„Es wird mit dem Summerton – 18 Uhr, 19 Minuten und 20 Sekunden … [‚tuut‘].“
Es ist genau derselbe Wortlaut, der schon ab 1974 verwendet wurde.
Das Zeitsignal wurde in Österreich mit der Atomuhr des BEV gekoppelt. Die Bezeichnung Summerton stammt daher, dass der Ton ursprünglich von der Summermaschine (die österreichische Bezeichnung für Ruf- und Signalmaschine) erzeugt wurde.
Bei höheren Ansprüchen – z. B. für Millisekunden (0,001 s) oder besser – gab es in größeren Städten eine zweite Telefonnummer, in Wien die Nummer 1505 (siehe oberhalb zur „Uraniazeit“ im Abschnitt Geschichte). Hier waren fortlaufende Sekundenpunkte (tonloses, kurzes Knacksen) zu hören – die auch elektronisch präzise abgegriffen werden können – und mit guten Stoppuhren bereits akustisch eine Genauigkeit von 2 ms erlauben. Als Minutenkennung entfällt die Sekunde 59, zur vollen Stunde entfallen die Sekundenpunkte 55–59.
Ebenfalls seit Mai 2009 wird das Zeitsignal nach Aussage der Telekom Austria vom deutschen Zeitsignalsender DCF77 in Mainflingen bei Frankfurt bezogen, der von den Atomuhren in der Physikalisch-Technischen Bundesanstalt (PTB) in Braunschweig gespeist wird.

## Schweiz
Die telefonische Zeitansage ist, seit 1. Januar 2023, unter der Nummer 0900 161 161 erreichbar, zuvor war sie unter der Nummer 161 erreichbar. Der Sprechtext ist zumindest in Teilen der Deutschschweiz zweisprachig (D/F), mit dem Text:
Beim nächsten Ton ist es x Uhr, y Minuten und z Sekunden. Biep. Au prochain ton il sera x heures, y minutes, et z secondes. Biep.
Der französische Sprechtext sagt die Sekunden 10, 30 und 50 an, während der deutsche die Sekunden 0, 20 und 40 ankündigt.
Susann(a) Enz, eine Sprecherin der Zeitansage, berichtete gegenüber dem PTT-Archiv und SRF über ihre Tätigkeit Anfang der 1960er-Jahre in einem PTT-Studio. Davor wurden wie in Deutschland Lichttonapparate verwendet.